# Ariadna pelios
Espèce
Ariadna pelios est une espèce d'araignées aranéomorphes de la famille des Segestriidae.

## Distribution
Cette espèce est endémique du Yunnan en Chine,. Elle se rencontre sur le mont Xishan.

## Description
La femelle holotype mesure 8,60 mm et le mâle paratype 6,50 mm.

## Systématique et taxinomie
Cette espèce a été décrite par Wang en 1993.

## Publication originale
- Wang, 1993 : « Two new species of segestriid spiders from China (Araneae: Segestriidae). » Acta Zootaxonomica Sinica, vol. 18, no 4, p. 417-420.